# Reambulação
Reambulação é a técnica de identificar e nomear feições conhecidas do usuário em carta topográficas ou imagem de satélite. Recentemente o projeto WikiMapia permitiu que leigos no mundo todo pudessem reambular imagens de satélite, resultando na identificação desde grandes obras ou acidentes naturais até as casas dos usuários, pratica não recomendada pelo projeto.
No tempo da guerra fria a reambulação era uma das tarefas dos  espiões em território inimigo, pois embora as grandes potências pudessem fotografar os territórios inimigos, cabia ao homem em terra identificar as feições registradas nas fotografias aéreas ou imagens de satélite.
No processo analógico, a reambulação somente conseguia relatar informações mínimas, como a posição e algumas poucas características, como por exemplo, o nome de um rio ou o tipo de uma estrada. Assim, a identificação de uma feição era de acordo com a representação existente nas convenções cartográficas para cada escala das cartas, por intermédio de símbolos cartográficos, acrescida do respectivo topônimo (JORGE NETO et al., 2014).
Já nos tempos atuais, principalmente devido ao desenvolvimento dos SIGs, aliado ao aperfeiçoamento dos bancos de dados e de novos insumos para a aquisição houve a necessidade de automatizar o processo de reambulação e solucionar diversos problemas encontrados nas técnicas anteriores. Essa automatização possibilita a coleta de mais informações sobre os elementos geográficos, aumentando a abrangência e a qualidade dos produtos cartográficos, elevando o nível informacional dos mesmos.
Neste contexto, Passos e França, (2018) afirma que a reambulação tem por finalidade a execução do trabalho de campo para a coleta de topônimos, informações e dados relativos aos acidentes naturais e artificiais do terreno e a confirmação da correspondência entre as feições que foram interpretadas pelo operador e/ou classificadas por técnicas de processamento digital confirmando sua veracidade no terreno e alimentando um banco de dados com todas as instâncias das classes previstas na ET-EDGV, na busca da interoperabilidade.